# Nauort
Nauort település Németországban, Rajna-vidék-Pfalz tartományban. Lakosainak száma 2320 fő (2023. december 31.).

## Népesség
A település népességének változása:
| Lakosok száma | 1662 | 2223 | 2226 | 2272 | 2308 | 2320 |
|               | 1975 | 2017 | 2019 | 2021 | 2022 | 2023 |